# 깃털 뽑기

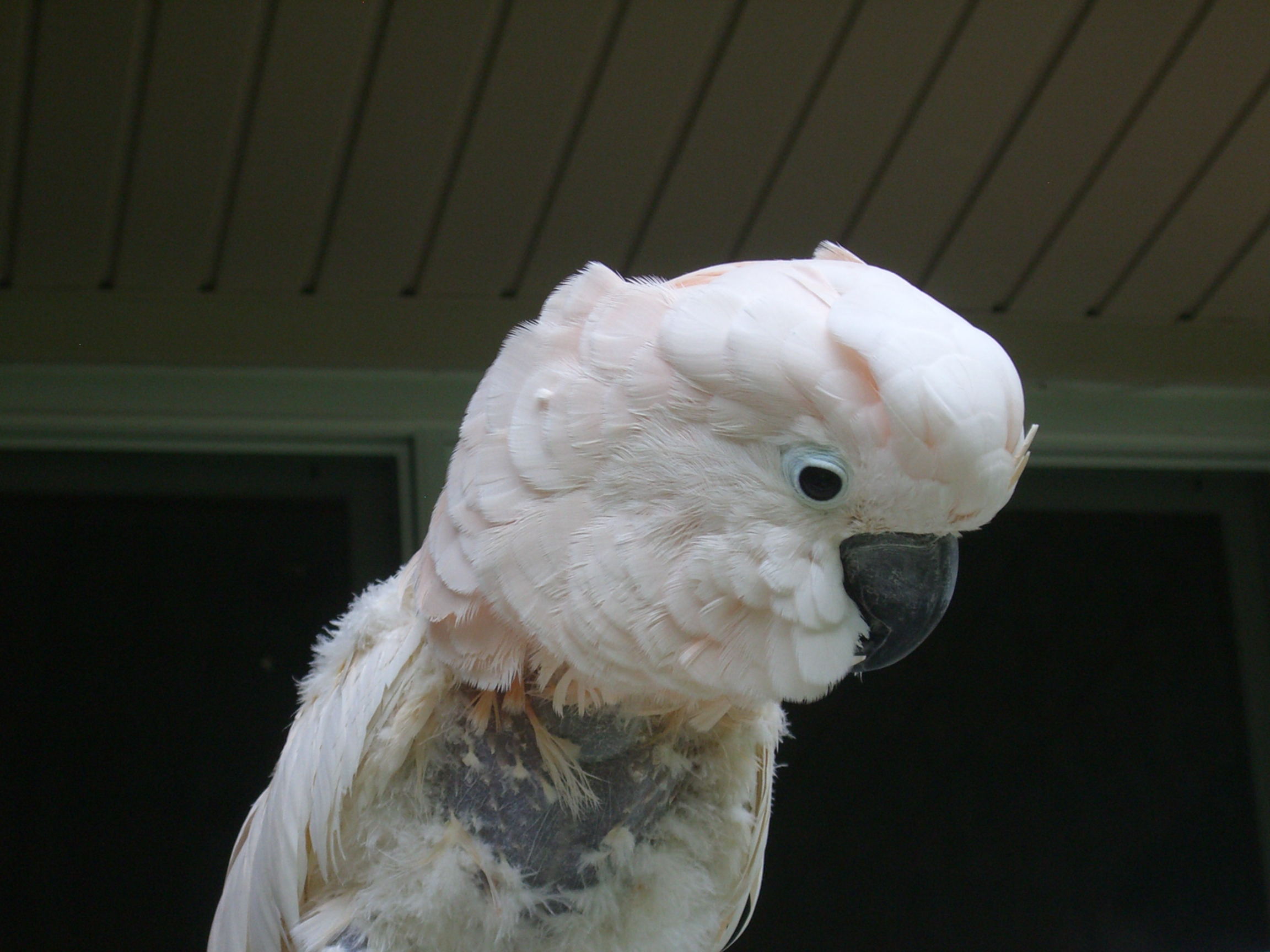
가슴에 깃털을 뽑은 흔적이 보이는 몰루칸코카투

깃털 뽑기는 사육된 새에서 흔히 볼 수 있는 부적응적 행동 장애로 부리로 자신의 깃털을 씹거나 물거나 뽑아 깃털이나 피부에 손상을 입히는 것이다. 특히 앵무새에서 흔하며 사육된 앵무새의 약 10%가 이 장애를 보인다. 주로 쪼거나 뽑는 신체 부위는 목, 가슴, 옆구리, 허벅지 안쪽, 날개 아랫 부분과 같이 접근하기 쉬운 부위다.